# Hubert Cornfield
Hubert Cornfield (* 9. Februar 1929 in Istanbul, Türkei; † 18. Juni 2006 in Los Angeles) war ein US-amerikanischer Filmregisseur, -produzent und Drehbuchautor.
Cornfield wurde während eines Geschäftsaufenthaltes seiner Eltern in Istanbul geboren. 1955 drehte er sein erstes B-Movie, Sudden Danger. Zusammen mit Paul Wendkos drehte er 1960 den Film Angel Baby. Mit dem Spielfilm Pressure Point wurde er 1962 auch einem internationalen Publikum bekannt. Nach seinem Umzug von den USA nach Frankreich drehte er 1976 Les Grands Moyens.

## Filmographie (Auswahl)
- 1955: Sudden Danger
- 1957: Lure of the Swamp
- 1957: Großalarm bei FBI (Plunder Road)
- 1960: Ein Toter ruft an (The 3rd Voice) (auch Drehbuch)
- 1960: Angel Baby, (Ko-Regie: Paul Wendkos)
- 1962: Die Sprache der Gewalt (Pressure Point) (auch Drehbuch)
- 1968: Am Abend des folgenden Tages (The Night of the Following Day) (auch Drehbuch und Produktion)
- 1976: Alte Damen morden gründlich (Les Grands Moyens) (auch Drehbuch und Musik)